# Zastava Bahama
Zastava Bahama usvojena je 10. srpnja 1973. godine. Omjer širine i dužine zastave je približno u omjeru 1:2. Crni trokut na lijevoj strani predstavlja zajedništvo 300 000 stanovnika Bahama, koji imaju uglavnom afričko podrijetlo. Desno od trokuta, zastava je podijeljena na tri vodoravna polja iste veličine. Svijetloplava polja na vrhu i dnu zastave predstavljaju Karipsko more i Atlantski ocean, dok zlatno polje u sredini predstavlja Sunce i pijesak.
Civilnu pomorsku zastavu dijeli na četiri jednaka polja bijeli križ. U gornjem lijevom polju (bliže koplju) nalazi državna zastava, dok su ostala polja crvene boje.
Vojnopomorsku zastavu dijeli na četiri jednaka polja crveni križ. U gornjem lijevom polju (bliže koplju) nalazi državna zastava, dok su ostala polja bijele boje.

## Vanjske poveznice
- Flags of the World